# سواقط
السُّقَاطَة والسُّقَاط لغةً: ما سقط من الشيء. والسَّواقطُ جمع ساقطة. قال المطرزي: "وهي ما يَسْقُط من الثمار قبل الإدراك".
وفي الحديث: أنه ﷺ  أعطى خيبر بالشَّطْر، وقَال "لَكُم السَّوَاقط" أي ما يَسْقُط من النخل فهو لكم من غير قِسْمَة... قاله المطرزي.
وعن خُوَاهَرْ زادة: أن المراد بها ما يَسْقُط من الأغصان لا الثمار، لأنها للمسلمين.